# JD Motorsport
JD Motorsport är ett italienskt racingteam som grundades av Roberto Cavallari och Alberto Cappelletti 1995. De har mest tävlat i olika Formel Renault-mästerskap, men tävlar sedan 2007 i International Formula Master.

## Serier och säsonger
| År   | Klass/Mästerskap                              | Förare                                                            | Team Totalt/poäng |
| ---- | --------------------------------------------- | ----------------------------------------------------------------- | ----------------- |
| 1996 | Eurocup Formula Renault                       | Enrique Bernoldi Andrea De Lorenzi Danilo Cascio                  | 1:a/?p            |
| 1996 | Championnat de France Formule Renault         | ?                                                                 | ?                 |
| 1997 | Eurocup Formula Renault                       | Jeffery van Hooydonk Max Busnelli ? Hanashiro                     | 1:a/?p            |
| 1997 | Championnat de France Formule Renault         | ?                                                                 | ?                 |
| 1998 | Eurocup Formula Renault                       | Gastao Fraguas Giuliano Losacco Bruno Besson                      | 2:a/?p            |
| 1999 | Eurocup Formula Renault                       | Gastao Fraguas Matteo Bobbi Gianmaria Bruni                       | 1:a/?p            |
| 1999 | Formula Renault Germany                       | ?                                                                 | ?                 |
| 2000 | Formula Renault 2000 Eurocup                  | Matteo Grassotti Richard Antinucci Jean de Pourtales              | 1:a/?p            |
| 2000 | Formula Renault 2000 Italia                   | ?                                                                 | ?                 |
| 2001 | Formula Renault 2000 Eurocup                  | Christian Kissling Benjiamin Leuenberger Marcel Lasée             | ?                 |
| 2001 | Formula Renault 2000 Germany                  | Marcel Lasée                                                      | ?                 |
| 2001 | Formula Renault 2.0 International Race of Spa | Christian Kissling                                                | ?                 |
| 2002 | Formula Renault 2000 Eurocup                  | Christian Klien Robert Schlünssen                                 | ?                 |
| 2002 | Formula Renault 2000 Germany                  | Christian Klien Robert Schlünssen                                 | 2:a/?p            |
| 2003 | Formula Renault 2000 Masters                  | Robert Schlünssen Reinhard Kofler Mikhail Aleshin                 | 1:a/?p            |
| 2003 | Formula Renault 2000 Germany                  | Robert Schlünssen Reinhard Kofler Mikhail Aleshin                 | 1:a/?p            |
| 2004 | Formula Renault 2000 Eurocup                  | Dominique Claessens Reinhard Kofler Patrick Rocha                 | ?                 |
| 2004 | Formula Renault 2000 Germany                  | Dominique Claessens Reinhard Kofler Patrick Rocha                 | ?                 |
| 2005 | Formula Renault 2.0 Eurocup                   | Xavier Maassen Alan Hellmeister Carlos Iaconelli Marcello Puglisi | ?                 |
| 2005 | Formula Renault 2.0 Marlboro Masters          | Xavier Maassen                                                    | ?                 |
| 2006 | Formula Renault 2.0 Eurocup                   | Chris van der Drift Kasper Andersen Xavier Maassen                | 1:a/?p            |
| 2006 | Formula Renault 2.0 Northern European Cup     | Chris van der Drift Kasper Andersen Xavier Maassen                | 1:a/?p            |
| 2007 | International Formula Master                  | Chris van der Drift Kasper Andersen Claudio Cantelli Jr.          | 2:a/?p            |
| 2008 | International Formula Master                  | Chris van der Drift Vladimir Arabadzhiev Sergey Afanasiev         | 1:a/?p            |
| 2009 | International Formula Master                  | Josef Král Vladimir Arabadzhiev Sergey Afanasiev                  | 1:a/149p          |
| 2010 | Formula Abarth                                | Victor Guerin Riccardo Vera Raffaele Marciello                    | säsongen pågår    |
| 2010 | Italienska F3-mästerskapet                    | Christopher Zanella Kevin Gioves                                  | säsongen pågår    |